# 周丘
周丘（前2世纪—前154年），下邳（今江苏省睢宁县西北）人，西漢人物。
周丘开始酤酒无行，亡命吴国，为吴王宾客。买酒醉饮，酗酒无行，行为不检。汉景帝三年（前154年），吴王刘濞与楚国、赵国等七国举兵反叛，大军尚未渡过淮河时，门下宾客都被封为将、侯、校尉、司马等职。吴王刘濞鄙薄周丘，所以就没封他。周丘进谒吴王，求吴王给他一节符。周丘趁夜驰入下邳，斩杀县令，传告县中豪吏，说明吴国大军将至，先附者有功。于是劝降当地豪吏，一夜之间得三万人。随即率兵北略城邑，攻至城阳国已拥兵十余万。大败城阳中尉军。后来听说吴军大败，率兵回到下邳，没有到达就病死了。